# Konstantin Josef von Gatterburg
Konstantin Josef Graf von Gatterburg (* 11. März 1678; † 30. November 1734 in Wien) war ein österreichischer Adeliger, königlicher Mundschenk und wirklicher Hofkammerrat.
Konstantin Josef Freiherr von Gatterburg (auch Constantin Joseph) war der Sohn von Maximilian Ernst von Gattermayr, seit 1653 Ritter von Gatterburg. 1702 erbte er die Herrschaft Zwölfaxing von seinem Vater Maximilian,
1709 erwarb Konstantin Schloss und Herrschaft Retz und barockisierte das Schloss. Weiters war er Herr von Althof (Retz) und Pellendorf.
Der Freiherr von Retz wurde am 4. Dezember 1717 von Kaiser Karl VI in den Grafenstand erhoben. Er kaufte 1720 die Herrschaft Hösting mit dem Gute Boskowstein in Mähren, welche nach seinem Tode 1734 an seinen Sohn Karl Friedrich fiel. Er wurde wie sein Vater in der Franziskanerkirche in Wien begraben.

## Familie
Konstantin heiratet am 22. April 1703 die Freiin Maria Theresia Benigna von Löwenstock (1673–1754), mit der er sechs Söhne und drei Töchter hatte:
- Karl Friedrich (* 15. März 1704; † 1778), kurfürstliche mainzischer Regierungsrat
- Maria Anna Monika (* 4. Mai 1705) ⚭ 1731 Ferdinand Friedrich von Seeau[3][4] (1693–1768)
- Joseph Anton (1706–1709)
- Anton Paul (* 24. Januar 1708; † 10. Februar 1771) ⚭ Maria Anna Franziska von Hawraneck (†  1. November 1790)
- Maria Josepha (1709–1710)
- Konstantin Joachim (* 16. Januar 1711; † Dezember 1775)
- Maria Eva Elisabeth (* 30. September 1712)
- Ignatz Ernst (1714–1714)
- Franz Joseph Bartholomäus (1717–1718)